# Trâm dài Lai Châu
Trâm dài Lai Châu (danh pháp hai phần: Rhaphidophora laichauensis) là một loài thực vật thuộc họ Ráy.

## Phân bổ
Trâm dài Lai Châu được ghi nhận ở Trung Quốc (Hải Nam, Vân Nam) và Việt Nam (xã Bình Lư thuộc huyện Tam Đường, tỉnh Lai Châu; huyện Bắc Yên tỉnh Sơn La)